# Чжоукоудянь
Чжоукоудянь (кит. 周口店) — название посёлка в пекинском районе Фаншань. Местной достопримечательностью считается гора Лунгушань (кит. упр. 龙骨山, буквально: «гора костей дракона»), в породе которой издавна находили окаменелости костей древних животных, которые затем использовались в традиционной китайской медицине.
В пещере Чжоукоудянь-1 выделили 13 культурных слоёв возрастом от 780 до 230 тыс. лет назад.

## Останки синантропа

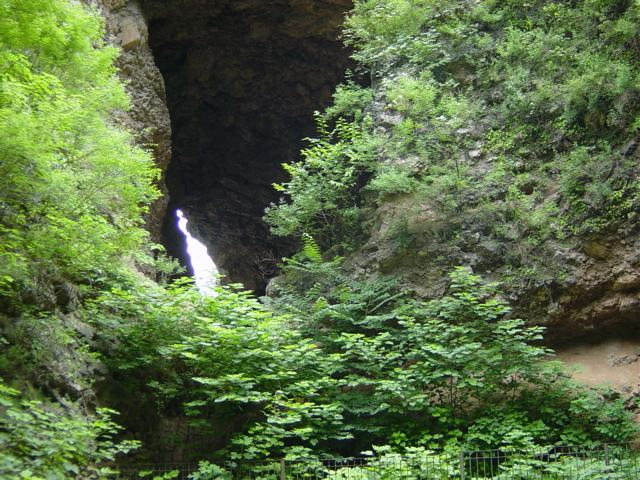
Пещера Чжоукоудянь

В 1926 году шведский геолог и археолог Юхан Гуннар Андерсон обнаружил в одной из пещер Лунгушаня зубы синантропа («пекинского человека»). В 1929 году в пещере  Чжоукоудянь-1 был найден целый череп. В 1993 году на вершине горы были найдены окаменелости шаньдиндунского человека. Большинство археологических находок, сделанных до 1941 года, бесследно исчезли во время Второй мировой войны. В 1987 году первобытная стоянка синантропа в Чжоукоудянь была занесена ЮНЕСКО в реестр объектов мирового культурного наследия.
В посёлке Чжоукоудянь есть одноимённая железнодорожная станция, а на прилегающей к нему горе Лунгушань расположен Выставочный центр «пекинского человека» (кит. упр. 北京猿人展览馆) с семью выставочными залами, где представлены культурные реликвии, животные окаменелости, каменные орудия и показана историческая ценность и культурное содержание реликвий «пекинского человека» в Чжоукоудяне.

## Тяньюянь
В пещере Тяньюань были найдены часть нижней челюсти, фрагментарные кости рук и ног анатомически современного человек возрастом ок. 40 тыс. лет. Анализ выделенных из останков митохондриальной ДНК и ядерной ДНК показал, что Homo sapiens из пещеры Тяньюянь  обнаруживает значительно большее родство с монголоидными и американоидными популяциями, чем с негроидными и европеоидными. У человека из пещеры Тяньюань была определена митохондриальная гаплогруппа B и Y-хромосомная гаплогруппа K2b-P331, предковая для гаплогрупп S, M и Q, R. Эрик Тринкаус, проведя сравнительный биомеханический анализ проксимальных фаланг пальцев ног у Тяньюань 1, пришёл к выводу, что он носил обувь.

## Canis lupus variabilis или волк из Чжоукоудяня
В 1977 году была опубликована статья Стэнли Дж. Ольсена и Джона В. Ольсена «Китайский волк — предок собак Нового Света», где содержится описание ископаемых останков волка, которые нашёл в пещере Чжоукоудянь Пэй Вэньчжун в 1934 году, и поддерживается его мнение о восточноазиатском происхождении собаки. Canis c.f. variabilis  из палеолитических слоёв Чжоукоудяня несколько отличался от современного волка, обитающего в данном регионе, меньшим размером, более узкой мордой и слабо развитым сагиттальным гребнем.